# Leucanopsis orooca
Leucanopsis orooca är en fjärilsart som beskrevs av William Schaus 1924. Leucanopsis orooca ingår i släktet Leucanopsis och familjen björnspinnare. Inga underarter finns listade i Catalogue of Life.